# Константин Романович
Константин Романович (убит в 1306, Москва) — князь рязанский в 1299—1301 годах, а также, возможно, князь пронский в 1294—1299 годах, младший сын рязанского князя Романа Ольговича. Унаследовал рязанское княжество после смерти старшего брата Ярослава. В 1301 году в его владения вторгся московский князь Даниил Александрович, пленив Константина. Хотя московский князь планировал отпустить рязанского князя, заключив с ним мир, сделать этого до смерти в 1303 году не успел. А преемник Дмитрия, Юрий Данилович, по каким-то причинам приказал убить Константина в 1306 году.

## Биография
Информации о рязанских князьях в этот период, как и о многих других русских князьях, немного. Летописи часто сообщают только об их смерти. В 1270 году в Орде был убит князь Роман Ольгович. От брака с Анастасией, происхождение которой неизвестно, он оставил трёх сыновей: Фёдора, Ярослава и Константина. Поскольку в летописях Фёдор называется рязанским князем, а Ярослав — пронским, историки предположили, что после гибели Романа его владения были разделены между сыновьями, в результате чего из Пронское княжество, которое с 1237 года находилось под управлением рязанских князей, вновь стало отдельным уделом. Летописи не указывают, кто стал рязанским князем после смерти в 1294 году Фёдора. Д. И. Иловайский и А. В. Экземплярский полагают, что вероятнее всего его сменил Ярослав — как следующий по старшинству брат, однако он ни в каких документах рязанским князем не называется. Л. В. Войтович полагает, что Пронское княжество в этот период перешло к Константину. Н. М. Карамзин же полагает, что Рязанское княжество унаследовал Константин, а Ярослав мог править после него. При этом в родословных «Временника» №15 и Летописной, а также «Бархатной книге», у Романа Ольговича показан единственный сын Константин, названный преемником отца, Фёдор вообще отсутствует, а Ярослав показан сыном Константина. Версию родословных принял и Н. М. Карамзин. Однако эту версию подверг критике А. В. Экземплярский, указав, что родословные противоречат известиям летописей.
В 1299 году летописи сообщают о смерти Ярослава Романовича, после чего Рязанское княжество, вероятно, унаследовал Константин. Летописные сведения о нём очень скудные. Есть не очень ясное сообщение Лаврентьевской летописи, в котором говорится: «Того же лета Рязанские князи Ярославичи … у Переяславля». Издатель летописи полагает, что здесь пропущено слово «бишися» или «смиришися». Д. И. Иловайский считает данное известие признаком усобицы между Константином и его племянниками, сыновьями Ярослава Романовича, с ним согласен и А. В. Экземплярский.
Лаврентьевская и Воскресенская летописи сообщают, что осенью 1301 года московский князь Даниил Александрович предпринял поход на Рязань, бился у Переяславля, одолел много татар, а князя Константина «некоей хитростью» взял в плен и привёл в Москву. О походе сообщает также Никоновская летопись, указывая, что причиной поражения рязанского князя стала «крамола» (измена) его бояр, которые, вероятно, заманили своего князя в засаду. О причине нападения Даниила на Рязань летописи не сообщают; Д. И. Иловайский предположил, что причиной была Коломна. Ещё до этого Владимирские князья стремились отрезать город от Рязанского княжества. Однако у московских князей была дополнительная причина захватить Коломну, которая стояла в устье Москвы-реки, запирая её, а также была необходима для естественного округления владений. Кроме того, А. В. Экземплярский предположил, что Даниил Александрович мог поддержать претензии «князей Ярославичей» — племянников Константина, который, возможно, пытался лишить их уделов. При этом нападение было не таким уж и внезапным, поскольку рязанский князь успел нанять себе на помощь татар.
По сообщению «Никоновской летописи», в Москве Константин содержался «в чести», поскольку Даниил Александрович, вероятно, намеревался заключить с ним мир и отпустить в Рязань после крестного целования. Однако по какой-то причине освобождение затянулось, а в 1303 году московский князь умер. Его преемник Юрий Данилович освобождать Константина не спешил, а в 1306 году, по сообщению Воскресенской летописи по какой-то причине решил разделаться с пленником, приказав его убить. О причине летописи не сообщают. Д. И. Иловайский полагает, что, возможно, либо Юрий потребовал от Константина слишком больших уступок, которые тот отказался принять, либо хотел завладеть всем Рязанским княжеством. Этот поступок, по мнению историка, может объясняться отчасти характером Юрия, который был слишком неразборчив в средствах для достижения своих целей. При этом убийство оказалось для него, скорее всего, бесполезным, в результате чего московский князь смог удержать в своих руках только Коломну. В Рязани же преемником Константина стал его сын Василий.

## В культуре
Константин Романович является персонажем двух романов исторического цикла «Государи Московские» Дмитрия Балашова — Младший сын и Великий стол.

## Семья
Имя жены Константина не упоминается. Дети:
- Василий (убит в 1308) — князь рязанский с 1306 года.